# QZ Большой Медведицы
QZ Большой Медведицы (лат. QZ Ursae Majoris) — одиночная переменная звезда в созвездии Большой Медведицы на расстоянии (вычисленном из значения параллакса) приблизительно 22416 световых лет (около 6873 парсеков) от Солнца. Видимая звёздная величина звезды — от +14,82m до +13,92m.

## Характеристики
QZ Большой Медведицы — пульсирующая переменная звезда типа RR Лиры (RRAB).